# Knarf Van Pellecom
Knarf Van Pellecom (Oostende, 6 oktober 1959), geboren als Frank Van Pellecom is een Vlaamse acteur en scenarist.

## Carrière
Knarf Van Pellecom acteerde in veel televisieseries en films, maar hij stond ook vaak op de planken in het theater. Hieronder volgt een overzicht van de reeksen en films waarin hij acteerde.
- De Boot naar Spanje (1982)
- Ni avec toi, ni sans toi (1984)
- Postbus X (1988)
- De Grijze Man (1991)
- Langs de Kade (1993)
- Niet voor publikatie (1994)
- Samson & Gert (1994)
- De Kotmadam (1997)
- Heterdaad (televisieserie) (1998)
- Thuis (1999, 2006, 2009, 2011)
- Flikken (1999 en 2006)
- Verschoten & Zoon (2000)
- Kamiels Kerstverhaal (2000)
- F.C. De Kampioenen (2000 en 2002)
- Spoed (2000, 2001, 2003 en 2005)
- Chris & Co (2001)
- Sedes & Belli (2003)
- Kaat & co (2004)
- Zone Stad (2005 en 2012)
- Vidange Perdue (2006)
- Aspe (2006)
- K3 en de Kattenprins (2007) - Koning Krats
- Dag & Nacht: Hotel Eburon (2010)
- Familie (1994, 2012, 2013 en 2016)

Naast acteur is Van Pellecom ook scenarist. Hij schreef al scenario's voor de volgende televisiereeksen:
- Thuis
- Kaat & co
- F.C. De Kampioenen (2000-2011)
- Crème de la Crème

Van Pellecom schrijft ook tal van theaterstukken. Sommige vertaalde stukken van hem worden over de hele wereld gespeeld.